# Bob Lockwood
Bob Lockwood (* 12. Mai 1953 in New York; † 16. Juni 1989 in La Manga del Mar Menor) war ein US-amerikanischer Entertainer und Damenimitator.

## Leben
Lockwood arbeitete zunächst in Amerika als Visagist. 1973 kam er nach Deutschland und begann, als Frauenimitator in Berliner Bars und bei der bekannten Travestie-Gruppe Chez Nous zu arbeiten. 1976 lud ihn Wim Thoelke ein, mit seiner Marilyn-Monroe-Imitation in der Fernsehsendung Der große Preis aufzutreten.
Lockwood verlagerte seinen Wohnsitz nach München. Als Imitator weiblicher Film- und Showstars wie Liza Minnelli, Judy Garland, Marilyn Monroe, Josephine Baker, Shirley Bassey und Tina Turner hatte er fortan vor allem in Deutschland, aber auch international großen Erfolg. Er trat im deutschen Fernsehen in Unterhaltungssendungen auf, wie auch in Fernsehserien und Kinofilmen. Sammy Davis Jr. lud ihn ein, in seiner Show in den USA als Liza Minnelli aufzutreten. 
In der von Max Schautzer und Dagmar Berghoff moderierten ARD Silvestergala trat er als Tina Turner auf. Das Publikum, dem nicht mitgeteilt worden war, dass es sich nicht um die echte Tina Turner handelte, bemerkte es nicht und wurde erst anschließend aufgeklärt. In der Sendung trat er noch in anderen Masken auf, beispielsweise als Hildegard Knef. Des Weiteren war er als Marilyn Monroe in der Quizshow Alles oder nichts zu sehen, die Marilyn Monroe in dieser Folge zum Thema hatte. In seiner von der ARD ausgestrahlten Die unglaubliche Show von 1984 gab es unter anderem ein Duett der verstorbenen Judy Garland mit ihrer Tochter Liza Minnelli in Form eines Zusammenschnitts.  Auch Marilyn Monroe und Josephine Baker ließ er hier wieder täuschend ähnlich auferstehen. 1988 war Lockwood im DDR-Fernsehen in der Show Ein Kessel Buntes als Liza Minnelli zu sehen.
Bob Lockwood kam 1989 im Alter von 36 Jahren in Spanien bei einem Autounfall ums Leben. Die Beisetzung fand auf dem Neuen Südfriedhof in München statt. Die Sängerin Jennifer Rush widmete ihm noch im gleichen Jahr das Album Wings of Desire.

## Film und Fernsehen
- 1978: Lille spejl
- 1980: Drei Lederhosen in St. Tropez
- 1982: Comeback
- 1982: Der Androjäger (TV-Serie)
- 1982: Gastspieldirektion Gold (TV-Serie)
- 1983: Die wilden Fünfziger
- 1985: Die Einsteiger
- 1986: Die Schokoladen-Schnüffler